# 블랙 코린트
블랙 코린트(Black Corinth)는 포도의 재배품종이다.

## 건포도
코린트 건포도(Corinth/Corinthian raisins)는 그리스 등지에서 생산되는 작고 말랑말랑한 건포도이다. 잔테섬(또는 자킨토스섬)에서 많이 생산되어 잔테 커런트(zante currant)로도 불린다. 일반적인 건포도보다 더 작고 단단하며, 케이크, 빵, 과자 등에 사용한다.

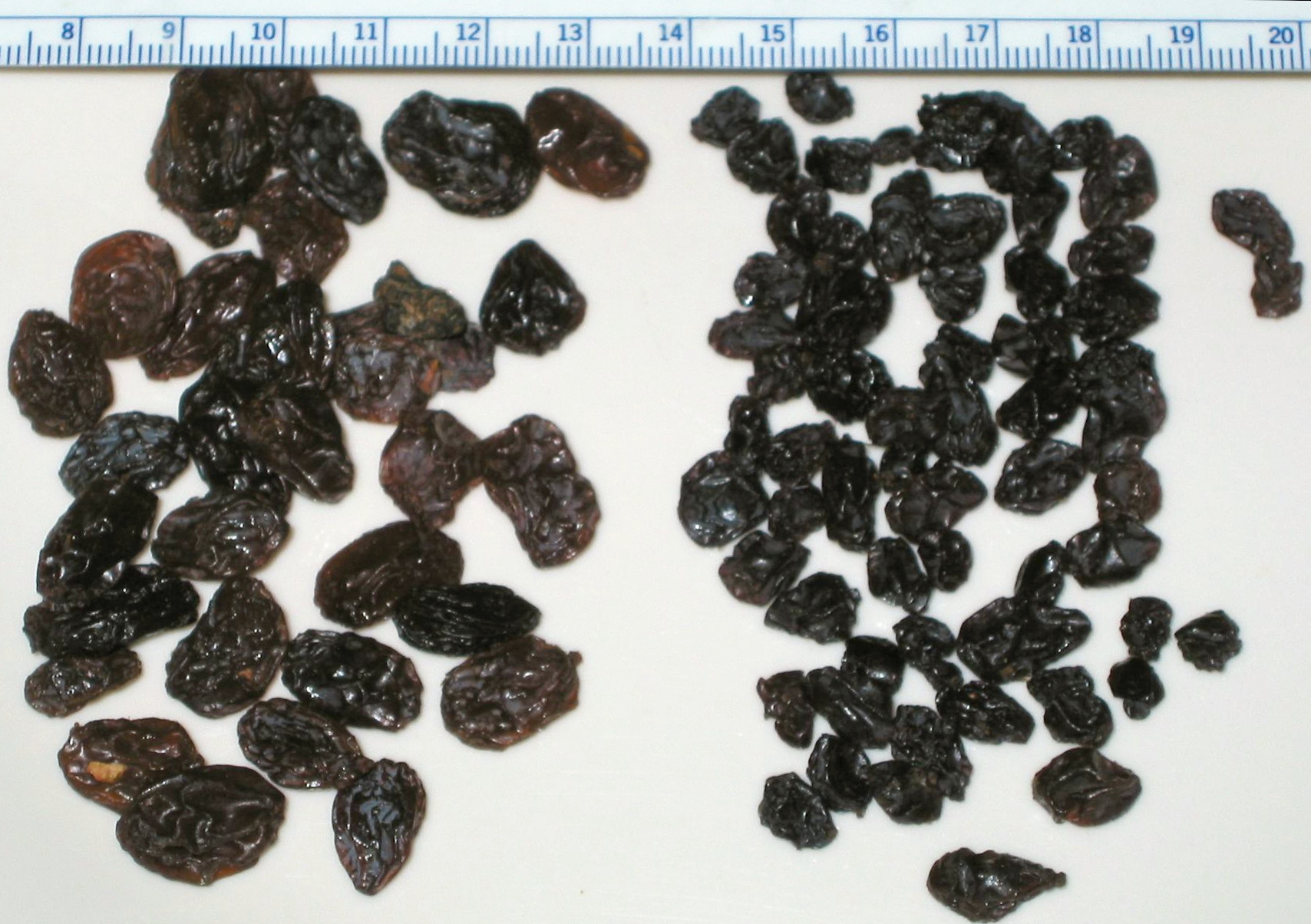
건포도(왼쪽)와 코린트 건포도(오른쪽)
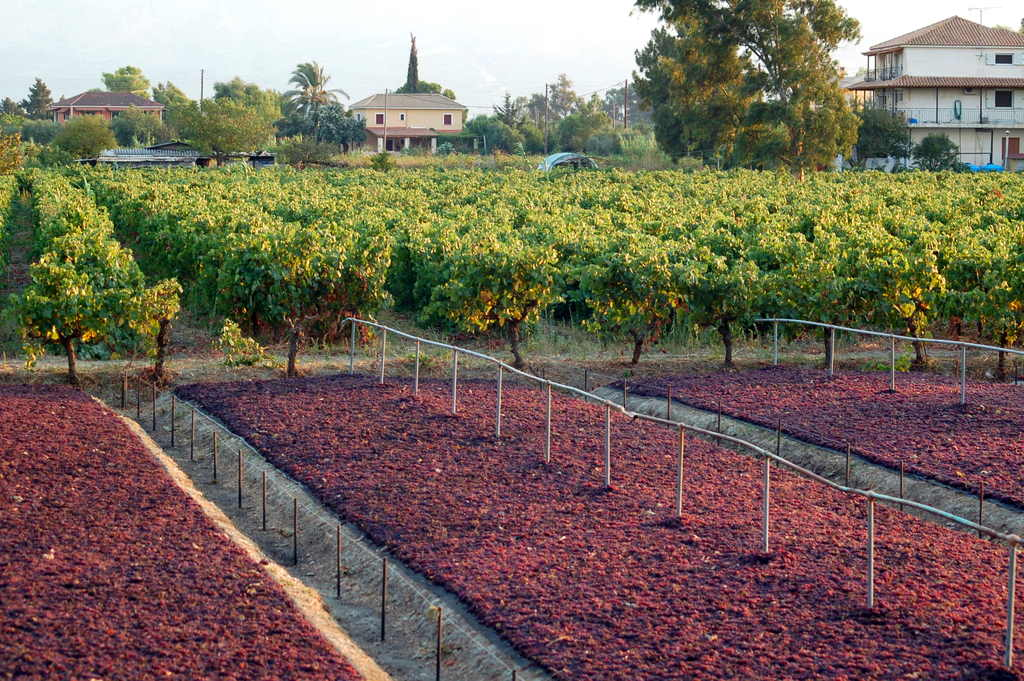
건조 중인 코린트 건포도

## 같이 보기
- 설태너